# 그대 이름은
"그대 이름은"은 한국에서 제작된 김기덕 감독의 1968년 영화이다. 오영일 등이 주연으로 출연하였고 김형근 등이 제작에 참여하였다.

## 출연

### 주연
- 오영일
- 남정임
- 이낙훈

## 기타
- 원작자: 국전일부
- 조명: 박진수
- 미술: 노인택